# Thapsia villosa
Thapsia villosa, cunoscută și ca morcovul ucigător, este o specie de plante erbacee otrăvitoare din genul Thapsia. Crește până la aproximativ 70 până la 190 cm înălțime. Are frunze păroase pinnate cu pețiole asemănătoare cu teaca. Florile sunt de culoare galbenă care se dezvoltă în fructe cu patru aripi caracteristice genului. Este originară din sud-vestul Europei și nord-vestul Africii care înconjoară Marea Mediterană. Planta a fost folosită pe scară largă în medicina populară încă din secolul al III-lea î.Hr..
Thapsia villosa a fost descrisă pentru prima dată de Carl Linnaeus în Species Plantarum (1753).